# 植松恵美子
植松 恵美子（うえまつ えみこ、1967年11月13日 - ）は、日本の政治家。元参議院議員（1期）。三木町副町長。旧姓は木村。

## 来歴
香川県高松市中間町生まれ。高松市立一宮小学校、高松市立香東中学校、香川県立高松高等学校をそれぞれ卒業し、1990年3月に神戸大学教育学部を卒業する。4月に松下電器産業株式会社へ入社して8月に退社する。9月に実家が経営する北四国クレーン株式会社に入社して移動式クレーン免許、大型特殊車両運転免許をそれぞれ取得し、2001年に温泉施設を運営する有限会社「きらら」の取締役社長に就任した。

### 政界へ
2003年11月の第43回衆議院議員総選挙の香川1区に元総務官僚の小川淳也が民主党公認で立候補。植松の弟が小川と同級生だったことから選挙の手伝いを行うが、小川は落選。敗戦のくやしい思いから自ら選挙に打って出ることを決断。2004年の第20回参議院議員通常選挙に、民主党公認で香川県選挙区から立候補して197370票を得るが、自由民主党公認の山内俊夫の204392票に僅差で敗れて落選した。
2007年の第21回参議院議員通常選挙に、再び民主党公認で香川県選挙区から立候補し、自由民主党の真鍋賢二元環境庁長官を破り初当選した。
2009年5月11日、小沢一郎が民主党代表辞任を表明。小沢の辞任に伴う代表選挙（5月16日投開票）では鳩山由紀夫の推薦人に名を連ねた。
2012年12月16日の第46回衆議院議員総選挙で民主党は議席を「231」から「57」に減らし、野田佳彦代表は同日夜、引責辞任を表明。野田の辞任に伴う代表選挙（12月25日投開票）では馬淵澄夫の推薦人に名を連ねた。
2013年2月22日に民主党へ離党届を提出して離党したが、会派「民主党・新緑風会」に残留した。
2013年の第23回参議院議員通常選挙に、無所属で香川県選挙区から立候補したが、自由民主党公認で新人の三宅伸吾に敗れて落選した。
2015年1月1日に、香川県木田郡三木町長の筒井敏行から打診されて、任期4年間の副町長に就任した。
2017年2月に酒気帯び運転で現行犯逮捕された三木町上下水道課係長の公判で、減刑を求める嘆願署名に参加した。
2017年9月30日に「一身上の都合」を理由として三木町の副町長を辞職した。
2017年10月22日開票の第48回衆議院議員総選挙に、希望の党公認で東京6区から立候補したが、前職の2人に敗れて得票率は17パーセントで比例復活できなかった。
2020年12月、北四国クレーン株式会社代表取締役に就任。

## 人物
- 香川県で初の女性クレーン運転手である。
- キャッチコピーは、「香川から日本の未来をつくる－母・女性・人として、いつも挑戦を－」。
- トレードマークはオレンジ色のジャケットで、公の場では常に着用している
- 2013年参議院選挙立候補者に対する毎日新聞のアンケートに、憲法改正反対、9条改正反対、集団的自衛権行使のための憲法解釈見直しに反対、と答える。社民党と憲法理念協定を結ぶ護憲派である。
- 2017年の朝日新聞のアンケートに、選択的夫婦別姓制度導入に賛成、としている[15]。